# Mesbah Deghiche
Mesbah Deghiche, né le 30 mars 1981 à Kouba, est un footballeur algérien, évoluant au poste de milieu défensif.

## Biographie

### En club
Mesbah Deghiche réalise ses débuts au sein d'un petit club de sa ville natale, le CA Kouba (1996-1999).
Il est ensuite transféré au MC Alger, l'un des plus grands clubs de la ville d'Alger, où il reste 5 ans. Il part ensuite en prêt à l'US Biskra, où il a du mal à gagner une place de titulaire.
Il rejoint ensuite le MO Bejaïa, où il évolue une saison seulement. Il reste à Béjaïa pour s'engagé avec le grand club rival, la JSM Béjaia, où il joue pendant quatre ans. Avec cette équipe, il remporte la Coupe d'Algérie en 2008, et participe à la Coupe de la confédération.
Il termine sa carrière professionnelle au MC El Eulma, puis joue une dernière saison en faveur de l'US Oued Amizour, club amateur de quatrième division.

### En équipe nationale
Mesbah Deghiche reçoit une sélection avec les moins de 20 ans lors de l'année 2000. 
Il joue également neuf matchs avec la sélection olympique, inscrivant un but.

## Palmarès
- Vainqueur de la coupe d'Algérie en 2008 avec la JSM Béjaia.
- Finaliste de la Coupe nord-africaine des vainqueurs de coupe en 2008 avec la JSM Béjaia.
- Accession en Ligue 1 en 2003 avec le MC Alger.
- Accession en Ligue 2 en 2018 avec le NC Magra.